# Джем (Канзас)
Джем (англ. Gem) — місто (англ. city) в США, в окрузі Томас штату Канзас. Населення — 98 осіб (2020).

## Географія
Джем розташований за координатами 39°25′34″ пн. ш. 100°53′50″ зх. д. / 39.42611° пн. ш. 100.89722° зх. д. (39.425983, -100.897237).  За даними Бюро перепису населення США в 2010 році місто мало площу 0,86 км², уся площа — суходіл.

## Демографія
Згідно з переписом 2010 року, у місті мешкало 88 осіб у 36 домогосподарствах у складі 26 родин. Густота населення становила 103 особи/км².  Було 43 помешкання (50/км²).
Расовий склад населення:
| - 100,0 % — білих |

До двох чи більше рас належало 0,0 %. Частка іспаномовних становила 0,0 % від усіх жителів.
За віковим діапазоном населення розподілялося таким чином: 27,3 % — особи молодші 18 років, 61,3 % — особи у віці 18—64 років, 11,4 % — особи у віці 65 років та старші. Медіана віку мешканця становила 37,0 року. На 100 осіб жіночої статі у місті припадало 109,5 чоловіків;  на 100 жінок у віці від 18 років та старших — 128,6 чоловіків також старших 18 років.
Середній дохід на одне домашнє господарство  становив 54 703 долари США (медіана — 55 000), а середній дохід на одну сім'ю — 63 542 долари (медіана — 56 875). За межею бідності перебувало 7,0 % осіб, у тому числі 8,3 % дітей у віці до 18 років та 0,0 % осіб у віці 65 років та старших.
Цивільне працевлаштоване населення становило 46 осіб. Основні галузі зайнятості: освіта, охорона здоров'я та соціальна допомога — 19,6 %, роздрібна торгівля — 15,2 %, сільське господарство, лісництво, риболовля — 15,2 %.